# راندلمان (کارولینای شمالی)
راندلمان (به انگلیسی: Randleman) شهری در ایالت کارولینای شمالی کشور ایالات متحده آمریکا است که جمعیت آن در سرشماری سال ۲۰۱۰ میلادی، ۴٬۱۱۳ نفر بوده‌است.